# Sant Esteve de les Roures
Sant Esteve de les Roures és un poble imaginari, creat per error per la Guàrdia Civil l'any 2018, segurament amb origen en la similitud amb Sant Esteve Sesrovires, que en pocs dies va esdevenir un fenomen viral a internet.

Després del referèndum de l'1 d'octubre i les eleccions del 21-D, la Guàrdia Civil va enviar al jutge del Tribunal Suprem, Pablo Llarena, un informe amb 315 actes de suposada violència o agressió contra els cossos policials a Catalunya. Segons l'informe al qual el diari El Mundo va tenir accés, els episodis més violents havien ocorregut a Sant Esteve de les Roures, un poble inexistent i especifica que:
| « | un dels manifestants que ja havia agredit altres agents, va aprofitar la caiguda d'un d'ells, que va quedar totalment indefens, per a donar-li una brutal puntada de peu a la zona posterior del cap. En aquell mateix lloc, el conductor d'una motocicleta va intentar atropellar un policia i robar-li l'arma reglamentària. | » |

Aquest cas va ser comparat amb el succeït a l'inexistent poble d'Arralde, al País Basc, on s'ubica la sèrie de televisió de ficció en basc, Goenkale (ETB1, 1994-2015), on el jutge Baltasar Garzón va ordenar a les forces policials impedir un acte d'homenatge a tres presos bascos.
El fet que un poble inexistent constés en un informe oficial de la Guàrdia Civil va ocasionar bromes en diverses xarxes socials, tot creant-se perfils parodiant administracions, partits polítics i organitzacions del poble, tals com l'ajuntament, la universitat, la mateixa Guàrdia Civil, tota mena d'associacions ciutadanes o fins i tot alguns comerços. El mes d'abril, el perfil oficial de la Guàrdia Civil a Twitter va respondre al perfil que parodiava l'Ajuntament de Sant Esteve de les Roures tot retraient-li manca d'imparcialitat en una piulada. L'abril de 2018, el poble fictici ja comptava amb més de 3.000 organitzacions a Twitter.